# Neven Rihtar
Neven Rihtar (* 5. August 1986) ist ein kroatischer Badmintonspieler. 

## Karriere
Neven Rihtar gewann in Kroatien mehrere Juniorentitel, bevor er 2002 erstmals bei den Erwachsenen erfolgreich war. Weitere Titelgewinne folgten 2003, 2004 und 2005.

## Sportliche Erfolge
| Saison | Veranstaltung                     | Disziplin    | Platz | Name                            |
| ------ | --------------------------------- | ------------ | ----- | ------------------------------- |
| 2001   | Kroatien: Juniorenmeisterschaften | Mixed        | 1     | Neven Rihtar / Maja Šavor       |
| 2002   | Kroatien: Juniorenmeisterschaften | Mixed        | 1     | Neven Rihtar / Maja Šavor       |
| 2002   | Kroatien: Juniorenmeisterschaften | Mixed        | 1     | Neven Rihtar / Maja Šavor       |
| 2002   | Kroatien: Juniorenmeisterschaften | Herreneinzel | 1     | Neven Rihtar                    |
| 2002   | Kroatien: Einzelmeisterschaften   | Mixed        | 1     | Neven Rihtar / Maja Šavor       |
| 2003   | Kroatien: Juniorenmeisterschaften | Mixed        | 1     | Neven Rihtar / Maja Šavor       |
| 2003   | Kroatien: Juniorenmeisterschaften | Herreneinzel | 1     | Neven Rihtar                    |
| 2003   | Kroatien: Juniorenmeisterschaften | Herrendoppel | 1     | Neven Rihtar / Luka Zdenjak     |
| 2003   | Kroatien: Einzelmeisterschaften   | Mixed        | 1     | Neven Rihtar / Maja Šavor       |
| 2004   | Kroatien: Juniorenmeisterschaften | Mixed        | 1     | Neven Rihtar / Maja Šavor       |
| 2004   | Kroatien: Juniorenmeisterschaften | Herreneinzel | 1     | Neven Rihtar                    |
| 2004   | Kroatien: Einzelmeisterschaften   | Mixed        | 1     | Neven Rihtar / Maja Šavor       |
| 2005   | Kroatien: Juniorenmeisterschaften | Mixed        | 1     | Neven Rihtar / Maja Šavor       |
| 2005   | Kroatien: Einzelmeisterschaften   | Herreneinzel | 1     | Neven Rihtar                    |
| 2005   | Kroatien: Einzelmeisterschaften   | Herrendoppel | 1     | Neven Rihtar / Vedran Ciganović |